# Nimbles Sport Association
El Nimbles Sport Association fue un club de fútbol ya desaparecido de Bolivia, de la ciudad de La Paz. Fue fundado en 1909 y desapareció en los años 30 del siglo XX.

## Historia
El club fue fundado en 1909 con el nombre de Junior Nimbles Foot Ball Club por un grupo de estudiantes del Colegio San Calixto de La Paz, entre los que destacaban Jorge Valdez, Jorge y Waldo Alborta, y Alberto Cuenca. Fue el primer gran rival de The Strongest, equipo con el cual jugó su primer partido. Ver También: Clásico del fútbol boliviano
Posteriormente la institución cambió su nombre a Nimbles Sport Association.
El equipo jugó los primeros torneos de fútbol organizados en Bolivia como el torneo de la Municipalidad de La Paz en 1909 y el primer torneo oficial de Bolivia, el organizado por la Prefectura de La Paz en 1911, para posteriormente incorporarse a La Paz Foot Ball Association en 1914.
Entre sus máximos logros están el haber sido campeón del torneo de la Municipalidad de La Paz en 1909 que se jugó a un solo partido frente a The Strongest según algunas crónicas no confirmadas y los campeonatos paceños de 1915, 1927 y 1931. Además del subCampeonato en la Copa Prefectural 1911.
Fue también el primer equipo boliviano que jugó un partido internacional cuando en 1918 visitó la ciudad de Arequipa.
La institución desaparecería en una fecha indeterminada a finales de la década de los años 30 del siglo XX. Su última participación en un torneo de la Asociación de Fútbol de La Paz se produciría en 1938.

## Uniforme
- Uniforme titular: Camiseta a rayas blancas y negras, pantalón negro, medias negras.
- Uniforme alternativo: Camiseta blanca, pantalón blanco, medias blancas.

## Datos del club
- Temporadas en Torneo de 1ª división de la LPFA: 20
- Mejor puesto en el torneo de la LPFA: 1º (1915, 1927 y 1931).

## Palmarés
- No oficial

Copa de la Municipalidad de La Paz (1): 1909 (match frente a The Strongest)
- Oficial

Torneo de La Paz Foot Ball Asociation (2): 1915, 1927 y 1931